# Liw (gemeente)
De gemeente Liw is een landgemeente in het Poolse woiwodschap Mazovië, in powiat Węgrowski.
De zetel van de gemeente is in Węgrów.
Op 30 juni 2004 telde de gemeente 7726 inwoners.

## Oppervlakte gegevens
In 2002 bedroeg de totale oppervlakte van gemeente Liw 169,56 km², waarvan:
- agrarisch gebied: 71%
- bossen: 22%

De gemeente beslaat 13,91% van de totale oppervlakte van de powiat.

## Demografie
Stand op 30 juni 2004:
| Omschrijving                   | Totaal | Totaal | Vrouwen | Vrouwen | Mannen | Mannen |
| ------------------------------ | ------ | ------ | ------- | ------- | ------ | ------ |
| eenheid                        | aantal | %      | aantal  | %       | aantal | %      |
| inwoners                       | 7726   | 100    | 3887    | 50,3    | 3839   | 49,7   |
| bevolkingsdichtheid (inw./km²) | 45,6   | 45,6   | 22,9    | 22,9    | 22,6   | 22,6   |

In 2002 bedroeg het gemiddelde inkomen per inwoner 1373,48 zł.

## Administratieve plaatsen (sołectwo)
Borzychy, Jarnice, Jarnice-Pieńki, Jartypory, Krypy, Liw (2 sołectwa), Ludwinów, Ossolin, Pierzchały, Połazie, Popielów, Ruchna, Ruchenka, Starawieś, Szaruty, Śnice, Tończa, Tończa-Janówki, Witanki, Wyszków, Zając, Zawady.
Zonder de status sołectwo : Janowo, Kucyk.

## Aangrenzende gemeenten
Bielany, Grębków, Korytnica, Miedzna, Mokobody, Sokołów Podlaski, Stoczek, Węgrów, Wierzbno
- Library of Congress Control Number: n2004032956
- Nationale Bibliotheek van Israël: 987007469843305171
- Virtual International Authority File: 152647935
- WorldCat: E39PBJqVQ68yDDVFXqcFRPHpyd